# Hermenerico (rei suevo)
Hermenerico (Hermenericus), também referido como Herminerico (em latim: Herminericus), Erminerico (Erminericus), Ermenerico (Ermenericus), Hermanarico (Hermanaricus), Ermanarico (Ermanaricus), Hermanrico (Hermanricus) ou Ermanrico (Ermanricus), teria sido um rei suevo do século V. Sucedeu provavelmente a Requiário II e foi sucedido por Riciliano. Um documento perdido descrito pelo padre Antonio de Yepes menciona um rei Hermenerico que teria reinado no ano de 485.